# 가키자와 고지

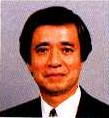

가키자와 고지(일본어: 柿澤 弘治, かきざわ こうじ, 1933년 1월 26일 ~ 2009년 1월 27일)는 일본의 정치인이다. 도쿄 출신으로 도쿄 대학을 졸업하였으며, 전 중의원 의원이자 참의원 의원으로, 1994년에 하타 쓰토무 내각에서 2개월간 외무 대신을 지냈다. 그 밖에 자유당(自由党)과 자유 연합(自由連合) 대표로 활동했으며, 2009년, 도쿄의 호텔에서 75세의 나이로 사망하였다.